# Alatiliparis otochilus
Alatiliparis otochilus là một loài thực vật có hoa trong họ Lan. Loài này được Marg. & Szlach. mô tả khoa học đầu tiên năm 2001.